# Vic Eugster
Viktor «Vic» Eugster (* 19. März 1940 in Wollerau; † 31. Dezember 2022) war ein Schweizer Sänger und Tonmeister aus Dübendorf im Kanton Zürich.

## Leben
Der gelernte Vermessungszeichner machte sich durch das Trio Eugster, das er mit seinen Brüdern Alex und Guido bildete, einen Namen. Im Jahr 1971 gründeten sie ihre eigene Plattenfirma, die Eugster Musikproduktionen AG, deren erster Geschäftsführer Vic Eugster wurde. Neben dem legendären Gesangstrio bildete er mit Sepp Trütsch ein Gesangsduett, das auch auftrat, als das Trio Eugster in der Mitte der achtziger Jahre eine längere Ruhepause einlegte. Von 1980 bis 1990 war Eugster für die CVP im Gemeinderat von Dübendorf, im Amtsjahr 1985/86 war er Gemeinderatspräsident. Zuletzt betätigte er sich als Gastwirt und Weingaleriebesitzer.
Eugster war ab 1964 verheiratet, mit seiner Ehefrau hatte er eine Tochter.